# Daasdorf a. Berge
Daasdorf am Berge ist ein Ortsteil der Landgemeinde Grammetal im Westen des Landkreises Weimarer Land.

## Lage
Der Ortsteil Daasdorf am Berge liegt am Fuß der Südabdachung des Großen Ettersberge. Südöstlich befindet sich Weimar und westlich Erfurt. Die Gemarkung des Ortsteils reicht bis an die Bahntrasse Halle-Erfurt und weiter heran. Weiter südlich verläuft die Bundesstraße 7 und die Bundesautobahn 4.

## Geschichte
Die Ersterwähnung erfolgte am 25. März 1283.
Am 31. Dezember 2019 schloss sich die Gemeinde Daasdorf a. Berge mit weiteren Gemeinden zur Landgemeinde Grammetal zusammen. Die Verwaltungsgemeinschaft Grammetal, der alle Gemeinden angehörten, wurde gleichzeitig aufgelöst.

## Politik

### Ehemaliger Gemeinderat
Der Gemeinderat in Daasdorf am Berge bestand aus sechs Ratsmitgliedern, die bei der Kommunalwahl am 25. Mai 2014 in einer Verhältniswahl gewählt wurden, und dem ehrenamtlichen Bürgermeister als Vorsitzender.
Die Sitzverteilung im letzten Gemeinderat:
| Wahl | CDU | FWG | Gesamt  |
| ---- | --- | --- | ------- |
| 2014 | 1   | 5   | 6 Sitze |

### Ehemaliger Bürgermeister
Bürgermeister von Daasdorf am Berge war Lothar Conrad, der am 10. Februar 2019 wiedergewählt wurde.

## Kultur und Sehenswürdigkeiten

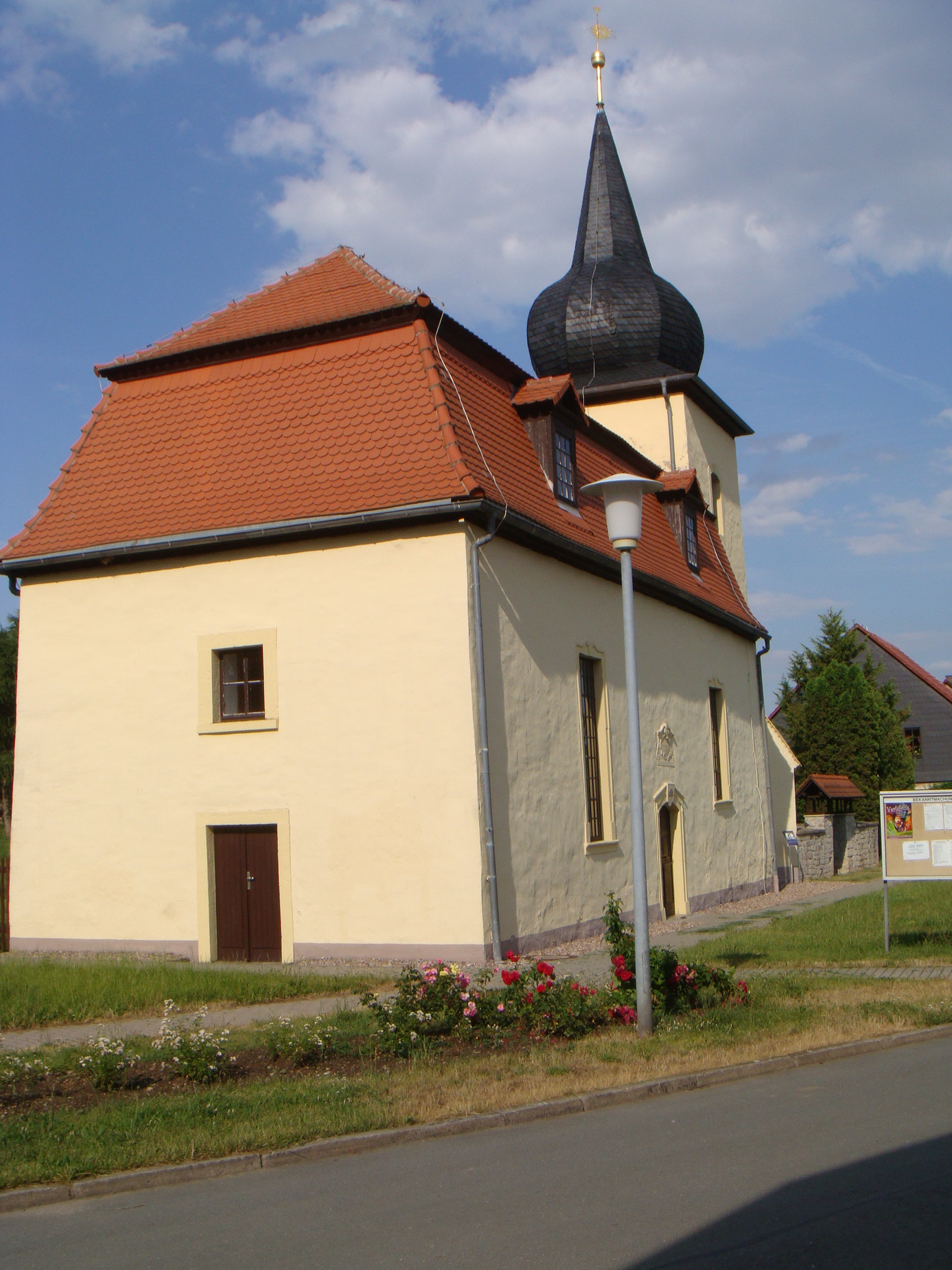
Evangelische Dorfkirche, 2010

Zu den ältesten Bauwerken des Ortes gehört die Dorfkirche.
Gedenkstätten
Eine Grabstätte auf dem Friedhof erinnert an zwei namentlich genannte italienische Zwangsarbeiter, die im April 1945 von Einwohnern erschossen wurden, als sie sich zur Stillung ihres Hungers Kartoffeln aus einer Miete holten.